# Iwan Rumiancew (1913–1992)
Iwan Iwanowicz Rumiancew (ros. Иван Иванович Румянцев, ur. 22 października?/4 listopada 1913 w Bogorodsku (obecnie Nogińsk) w guberni moskiewskiej, zm. 6 października 1992 w Moskwie) – radziecki polityk, Bohater Pracy Socjalistycznej (1984).

## Życiorys
W latach 1930–1941 pracował w moskiewskiej fabryce im. Frunzego m.in. jako majster i planista. Od 1932 członek WKP(b), w 1934 ukończył moskiewskie technikum lotnicze. Od 1941 funkcjonariusz partyjny, komisarz sztabu ds. ewakuacji, zastępca sekretarza i sekretarz komitetu WKP(b) fabryki im. Frunzego w Moskwie, ewakuowanej następnie do Kujbyszewa (obecnie Samara). W latach 1943–1946 instruktor Wydziału Przemysłu Lotniczego Komitetu Miejskiego WKP(b) w Moskwie, w latach 1946–1950 pierwszy sekretarz rejonowego komitetu WKP(b) w Moskwie. W 1948 ukończył zaocznie Wyższą Szkołę Partyjną przy KC WKP(b), a w 1949 eksternistycznie Moskiewski Instytut Nauczycielski. Od 25 stycznia 1950 do lipca 1952 I sekretarz Moskiewskiego Komitetu Miejskiego WKP(b). W latach 1952–1963 zastępca dyrektora i dyrektor moskiewskiej fabryki lotniczej, w latach 1963–1986 dyrektor Moskiewskiego Zakładu Inżynieryjnego "Znamia Riewolucyi" – dyrektor generalny zjednoczenia produkcyjnego "Znamia Riewolucyi", następnie na emeryturze. W latach 1950–1952 deputowany do Rady Najwyższej ZSRR. Odznaczony Medalem Sierp i Młot Bohatera Pracy Socjalistycznej (1984), czterema Orderami Lenina (m.in. 17 czerwca 1961 i w 1984) i innymi orderami i medalami. Pochowany na Cmentarzu Wagańkowskim w Moskwie.